# بدون توقف (کامپیوتر های سرور)
بدون توقف (NonStop) مجموعه ای از سرورهای کامپیوتر است که در سال ۱۹۷۶ توسط Tandem Computers lnc به بازار معرفی و با خط تولید NonStop شروع شد که پس از آن با توسعه خط تولید Hewlett-Packard Integrity NonStop همراه شد. در حال حاضر از زمان جدا شدن شرکت Hewlett-Packard در سال ۲۰۱۵ توسط پروژهٔ Enterprise این شرکت ارائه می‌شود و از آنجایی که سیستم‌های NonStop مبتنی بر یک سخت‌افزار و نرم‌افزار پشتهٔ یکپارچه هستند،HPE سیستم‌های عامل بدون توقف (NonStop OS) را همچنین برای آنها توسعه داد.
سیستم‌های بدون توقف تا حدی خود ترمیم پذیر هستند و برای دور زدن هر یک از نقاط شکست، تقریباُ به تمام اجزای اضافی مجهز شده‌اند. هنگامی که یک جزء اصلی از کار می‌افتد، سیستم به‌طور خودکار به نسخه پشتیبان یا backup بازمی‌گردد.
این سیستم‌ها اغلب توسط بانک‌ها، بورس اوراق بهادار، برنامه‌های پرداخت، شرکت‌های خرده فروشی، انرژی و خذمات آب و برق، سازمان‌های مراقبت‌های بهداشتی، تولیدکنندگان، ارائه دهندگان مخابرات، حمل و نقل و سایر شرکت‌هایی که به زمان کار بسیار بالایی نیاز دارند، استفاده می‌شوند.

## تاریخچه
در واقع خط Tandem Computers lnc که در سال ۱۹۷۶ ارائه شد، بعدها به شرکت Compaq (از سال۱۹۹۷)، بعد به شرکت Hewlett-Packard (از سال ۲۰۰۳) و پس از آن به شرکت Hewlett Packard Enterprise (از سال ۲۰۱۵) واگذار شد. در سال ۲۰۱۵ بود که، شرکت HP Integrity خط تولید فعلی خود که سرورهای "NonStop i" یا (TNS/E)، که اساس آنها ریزپردازنده‌های ایتانیوم اینتل بودند (فروش این محصولات در سال ۲۰۲۰ به پایان رسید)، معرفی کرد. در سال ۲۰۱۴، اولین سیستم‌های "NonStop X" یا (TNS/X) که می‌توانستند بر روی تراشه‌های x86 اینتل اجرا شوند را معرفی کرد.
برنامه‌های (اپلیکیشن) اولیه NonStop باید به‌طور خاص و مشخصی کدگذاری می‌شدند تا تحمل خطا(تاب آوری خطا) را داشته باشند؛ در سال ۱۹۳۸ با معرفی معاملات نظارت بر تسهیلات (TMF)، که به کمک نرم‌افزار Pathway (یک نرم‌افزار مدیریت تراکنش) و اپلیکیشن‌های SCOBOL (یا نرم‌افزار مدیریت تراکنش NonStop Tuxedo)، می‌توانستند در سطح سیستم جنبه‌های مختلفی از تاب آوری خطا را مدیریت کنند، حذف شدند.

## نرم‌افزار
سیستم عامل NonStop، برای تحمل تاب آوری خطا، مبتنی بر فرستادن پیام طراحی شده‌است.NonStop OS با جفت پردازش ها(process pairs) کار می‌کند و تضمین می‌کند در صورت خرابی یا وقوع مشکل هنگام back-up یا فرایند پشتیبانی از CPUهای اضافی،CPU را کنترل می‌کند. به این صورت که در صورت بروز مشکل یکپارچگی داده حفظ می‌شود و هیچ تراکنشی از بین نمی‌رود.
این سیستم عامل با نام تجاری NonStop OS، شناخته می‌شود؛ شامل لایهٔ Guardian است، که یک جزء سطح پایین سیستم عامل است، و شامل موجودیت OSS است که بالای آن لایه اجرا می‌شود، که مانند رابطی شبیه به یونیکس با دیگر اجزاء سیستم عامل در ارتباط است و اجرا می‌شود.
سیستم عامل و اپلیکیشن به گونه ای طراحی شده‌اند که تاب آوری خطای سخت‌افزار را پشتیبانی کنند. سیستم عامل به‌طور مرتب وضعیت تمام اجزاء را بازبینی می‌کند و در صورت لزوم برای نگهداری و حفظ عملیات (عملی که در حال انجام است) به حالت کنترل تغییر وضعیت می‌دهد. همچنین ویژگی و امکاناتی در این نرم‌افزار طراحی و ایجاد شده که به برنامه‌ها اجازه می‌دهد قابلیت دسترسی داشته باشند (برنامه‌های در دسترس بتوان نوشت). این امکان با استفاده از جفت پردازش‌ها انجام می‌شود، به این صورت که یکی از پردازشگرها تمام پردازش‌های اولیه را انجام می‌دهد و دیگری به عنوان پردازشگر "hot backup"(پشتبان بحرانی) رفتار می‌کند، در واقع هر وقت پردازشگر اولیه به مشکل بخورد (به نقطه بحرانی برسد) پردازشگر دوم داده‌ها را دریافت می‌کند؛ و با استفاده از اطلاعات فعلی تراکنش (عملیات) در پردازشگر اول، پردازش تراکنش را از سر می‌گیرد.
این سیستم عامل‌ها از سیستم‌های پایگاه داده رابطه ای مانند NonStop SQL و پایگاه داده‌های سلسله مراتبی مانند Enscribe پشتیبانی می‌کنند.

## سخت‌افزار
رایانه‌های یکپارچه بدون توقف HPE، سری از رایانه‌های سروری هستند؛ که مبتنی بر پیام و تاب آوری خطا، برنامه‌ریزی شده‌اند؛ که برای پردازش تراکنش‌ها بر پایه پلت‌فرم پردازنده Intel Xeon بهینه شده‌اند. میانگین سطح دسترسی ۹۹٫۹۹۹٪ مشاهده شده‌است. سیستم‌های بدون توقف دارای معماری پردازش موازی (MPP) هستند و همچنین می‌توانند مقیاس پذیری خطی را ارائه دهند. هر CPU می‌تواند نسخه خود را از سیستم عامل اجرا کند و همچنین این سیستم‌ها را می‌توان تا بیش از 4000 CPU ارتقاء داد. این یک معماری «اشتراک هیچ چیز» یا (SN) است، (یک نظم «اشتراک هیچ چیز» به عنوان همراهی آزادانه نیز شناخته می‌شود، و با افزودن بیشتر پردازنده‌ها، «کاهش بازدهی» رخ نمی‌دهد (قانون Amdahl (قانون امدال) را ببینید)).
با توجه به پشته سخت‌افزار یا نرم‌افزار یکپارچه و تصویر یک سیستم حتی برای بزرگ‌ترین حالت آنها، نیازهای مدیریت سیستم به سیستم‌های بدون توقف، نسبتاً کم است. در بیشتر شکل قرارگیری سیستم‌ها فقط یک سرور تولیدی وجود دارد، نه یک مزرعه سرور پیچیده.
اکثر مشتریان یک سرور پشتیبان در یک مکان از راه دور (remote location) برای بازیابی فاجعه دارند. محصولات استانداردی برای نگه داری داده‌های تولیدشده و داده‌های سرور پشتیبان وجود دارد، برای مثال، تسهیلات پایگاه داده از راه دور HPE (HPE's Remote Database Facility (RDF))، بنابراین در شرایط فاجعه باری که سرور تولیدی غیرفعال یا از بین می‌رود، تسخیر سریع و از دست دادن اطلاعات کم یا بدون از دست دادن داده‌ای وجود دارد.
همچنین HP مسیر خط سرور پایگاه داده تحلیلی و هوشمندی کسب‌وکار (Business intelligence) ,HP Neoview را بر اساس مسیر بدون توقف توسعه داده‌است. HPبه عنوان یک سرور پایگاه داده عمل کرد و سیستم عامل بدون توقف و SQL بدون توقف را ارائه کرد، اما فاقد عملکرد پردازش تراکنش‌های سیستم‌های بدون توقف اصلی بود. این مسیر از ۲۴ ژانویه ۲۰۱۱ از دور خارج شد و دیگر به بازار عرضه نشد.

این مقاله در حال ترجمه است لطفاً این صفحه را پاک نکنید.
- https://en.wikipedia.org/wiki/NonStop (server computers)